# Shingō
Shingō (新郷村, Shingō-mura) é uma vila localizada na Prefeitura de Aomori, Japão. Em 1 de outubro de 2016, a população estimada era de 2.495 habitantes com uma densidade populacional de 16.5 pessoas por km². A área total é de 150.77km². A vila se promove como o lar da Sepultura de Cristo (キリストの墓 Kirisuto no Haka) por conta de uma lenda local.

## História
A área ao redor de Shingō era controlada pelo Clã Nanbu do Domínio de Morioka durante o Período Edo. Durante a reforma cadastral pós-Restauração Meiji de 1 de abril de 1889, a Vila de Herai e a Vila de Nozawa foram criadas. Em 29 de julho de 1955, a parte oeste da Vila de Nozawa foi absorvida por Herai, que foi renomeada para Shingō.

## Geografia
Shingō está na parte centro-sul da Prefeitura de Aomori, a leste do Lago Towada. A maior parte da vila é montanhosa, atingindo mais de 1000 metros de altitude na divisa com a Prefeitura de Akita. A vila tem um clima continental úmido (Dfa na Classificação climática de Köppen) caracterizado por verões frescos e curtos e invernos frios e longos com bastante queda de neve. A temperatura média anual de Shingō é de 8.7 °C. A pluviosidade média anual é de 1342mm sendo setembro o mês mais úmido. As temperaturas são mais altas em agosto, com média de 22.2 °C, e menores em janeiro, com média de -3.7 °C.

### Municipalidades vizinhas
Prefeitura de Aomori
- Towada
- Distrito de Sannohe
  - Gonohe
  - Nanbu
  - Sannohe

Prefeitura de Akita
- Kazuno.[4]

## Demografia
De acordo com dados do censo Japonês, a população de Shingō tem caído nos últimos 40 anos.
| Ano do censo | População |
| ------------ | --------- |
| 1970         | 4.754     |
| 1980         | 4.332     |
| 1990         | 3.724     |
| 2000         | 3.343     |
| 2010         | 2.851     |

## Economia
A economia de Shingō é fortemente dependente da agricultura. Culturas notáveis incluem o crisântemo comestível, inhame Japonês e tabaco. Tradicionalmente, uma área de criação de cavalos, Shingō também é conhecida por suas fazendas de gado.

## Transportes

### Rodovias

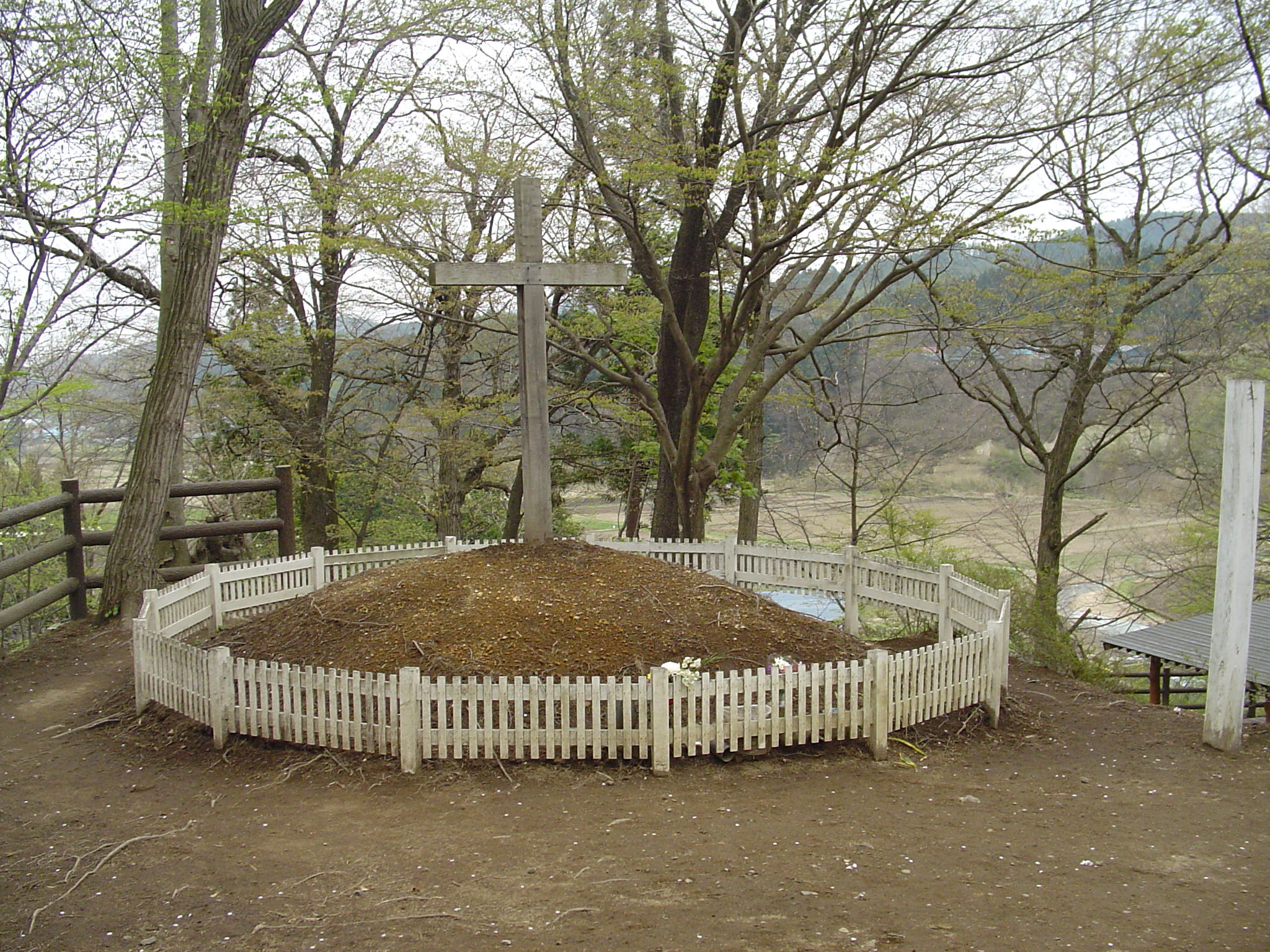
Túmulo de Jesus Cristo em Shingō

- Rota Nacional do Japão 454[6]

## Atrações locais

### Túmulo de Jesus Cristo

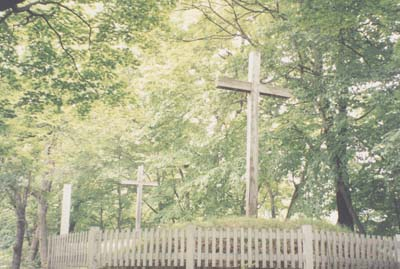
Cruzes marcam os túmulos. A cruz da direita marca o suposto túmulo de Cristo.

Os moradores de Shingō acreditam que a vila é a localização do descanso final de Jesus, o Túmulo de Cristo (Kirisuto no haka), e o local de residênciad os últimos descendentes de Cristo, a família de Sajiro Sawaguchi. De acordo com as afirmações da família Sawaguchi, Jesus não morreu crucificado na Gólgota. Seu irmão, Isukiri, tomou seu lugar na cruz, enquanto Jesus fugiu pela Sibéria até a Província de Mutsu, no norte do Japão. Ele se tornou um fazendeiro de arroz, casou-se, e teve três filhas no local que é próximo da atual Shingō. Enquanto esteve no Japão, ele viajou, aprendeu, e morreu aos 106 anos. Seu corpo foi exposto numa colina por quatro anos. De acordo com os costumes da época, os ossos de Jesus foram coletados, embrulhados, cremados, e enterrado no suposto monte que é considerado seu túmulo
É dito que em outro monte próximo da suposto túmulo de Jesus está enterrada a orelha do irmão de Cristo e uma mecha de cabelo de Maria, a mãe de Jesus. Estas foram as únicas relíquias que de sua família que Cristo pode trazer ao escapar da Judeia. As alegações começaram em 1933, após a descoberta de supostos "antigos documentos hebreus detalhando a vida e morte de Jesus no Japão", no que seria o testamente de Jesus. Tais documentos supostamente foram para as mãos das autoridades Japonesas e foram levados para Tóquio pouco antes da Segunda Guerra Mundial e nunca mais foram vistos desde então.
A tradução em Português do conteúdo escrito na placa ao lado lê-se:

Quando Jesus Cristo tinha 21 anos de idade, ele veio ao Japão e buscou conhecimento da divindade por 12 anos. Ele voltou à Judeia aos 33 anos e começou sua missão. Entretanto, naquela época, as pessoas da Judeia não aceitaram as pregações de Cristo. Ao invés disso, eles o prenderam e tentaram crucificá-lo. Seu irmão menor, Isukiri casualmente tomou o lugar de Cristo e encerrou sua vida em uma cruz.
Cristo, que escapou da crucificação, passou pelos altos e baixos da viagem, e novamente veio ao Japão. Ele se estabeleceu aqui no que é chamado agora de Vila de Herai, e morreu aos 106 anos.
Neste solo sagrado, há um túmulo na direita para deificar Cristo, e túmulo à esquerda para deificar Isukiri.
A descrição acima foi dada em um testamento por Jesus Cristo